# Амеличкин, Сергей Георгиевич
Серге́й Гео́ргиевич Аме́личкин (26 ноября 1919, Ильинка, Челябинская губерния — 15 февраля 1981, Лермонтово, Кустанайская область) — участник Великой Отечественной войны. Герой Советского Союза (1945), гвардии старшина. После войны — председатель колхоза имени Ватутина.

## Биография
Сергей Георгиевич Амеличкин родился 26 ноября 1919 года в семье служащего в деревне Ильинка (Балабановка) Кипельской волости Челябинского уезда Челябинской губернии РСФСР, ныне деревня входит в Юргамышский поссовет Юргамышского района Курганской области. По национальности русский.
В 1935 году с семьёй переехал в село Фёдоровка Кустанайской области. После пяти классов школы крестьянской молодёжи окончил курсы трактористов и работал на тракторе в колхозе «Червона Зирка».
В июне 1941 года призван в Красную Армию Серовским РВК Свердловской области. На фронт пошёл добровольцем и как тракторист был направлен в танковую школу. С 1943 года на фронтах Великой Отечественной войны. механик-водитель самоходной артиллерийской установки  1454-го Краснознамённого самоходно-артиллерийского Перемышльско-Лодзинского орденов Суворова и Кутузова полка 11-го гвардейского танкового корпуса 1-й гвардейской танковой армии 1-го Белорусского фронта старшина Амеличкин, находясь в передовом отряде полка, особо отличился 16 января 1945 года при форсировании реки Пилицы (Польша), когда в числе первых преодолел реку и отражал контратаки противника. Благодаря умелым действиям экипажа Амеличкина было уничтожено два танка, три орудия и большое количество живой силы врага.
Указом Президиума Верховного Совета СССР от 27 февраля 1945 года
за образцовое выполнение боевых заданий Командования на фронте борьбы с немецкими захватчиками и проявленные при этом отвагу и геройство

старшине Амеличкину Сергею Георгиевичу присвоено звание Героя Советского Союза с вручением ордена Ленина и медали «Золотая Звезда» (№ 5145). На момент представления к награде С. Г. Амеличкин был беспартийным.
Окончил войну в Берлине. В мае 1946 года демобилизован. Вернулся в Кустанайскую область, работал бригадиром тракторной бригады, затем председателем колхоза имени Ватутина (позже Большечураковский совхоз), председателем сельпо.
В 1956 году переехал на жительство в зерносовхоз имени Лермонтова Урицкого района Кустанайской области, работал комбайнером, мотористом электростанции, заведующим складом.
Сергей Георгиевич Амеличкин 15 февраля 1981 года скончался в с. Лермонтово зерносовхоза имени Лермонтова Лермонтовского сельсовета Урицкого района Кустанайской области, ныне село имени Ильяса Омарова входит в сельский округ имени Ильяса Омарова (каз. Ілияс Омаров ауылдық округі) Алтынсаринского района Костанайской области Республики Казахстан.
Похоронен в совхозе им. Лермонтова Урицкого района Кустанайской области,ныне сельский округ имени Ильяса Омарова (каз. Ілияс Омаров ауылдық округі) Алтынсаринского района Костанайской области Казахстана.

## Награды
- Герой Советского Союза, 27 февраля 1945 года[6][7][8]
  - Медаль «Золотая Звезда» № 5145
  - Орден Ленина
- Орден Отечественной войны I степени, 31 августа 1944 года[9]
- Орден Отечественной войны II степени, 6 мая 1944 года[10]
- Три ордена Красной Звезды, 22 февраля 1944 года[11], 13 апреля 1945 года[12], 1945 год
- Девять медалей, в том числе:
  - Медаль «За отвагу», 5 сентября 1943 года[13]
  - Медаль «В ознаменование 100-летия со дня рождения Владимира Ильича Ленина», 1970 год
  - Медаль «За победу над Германией в Великой Отечественной войне 1941—1945 гг.», 23 июня 1945 года[14]
  - Юбилейная медаль «Двадцать лет Победы в Великой Отечественной войне 1941—1945 гг.»
  - Юбилейная медаль «Тридцать лет Победы в Великой Отечественной войне 1941—1945 гг.»
  - Медаль «За взятие Берлина»
  - Медаль «За освобождение Варшавы»

## Память
- В мае 2015 года в Алтынсаринском районе в Сквере славы состоялась торжественная церемония открытия бюста Герою Советского Союза Сергею Амеличкину[15].
- Имя упомянуто в списке Героев Советского Союза уроженцев Юргамышского района в часовне Иоанна Воина в Елизаветинском бору Юргамышского района Курганской области.

## Семья
- Отец — Георгий Амеличкин, служащий
- Мать — Елена Ивановна Амеличкина[16]
- Жена — Ангелина Григорьевна[17]